# Transférase

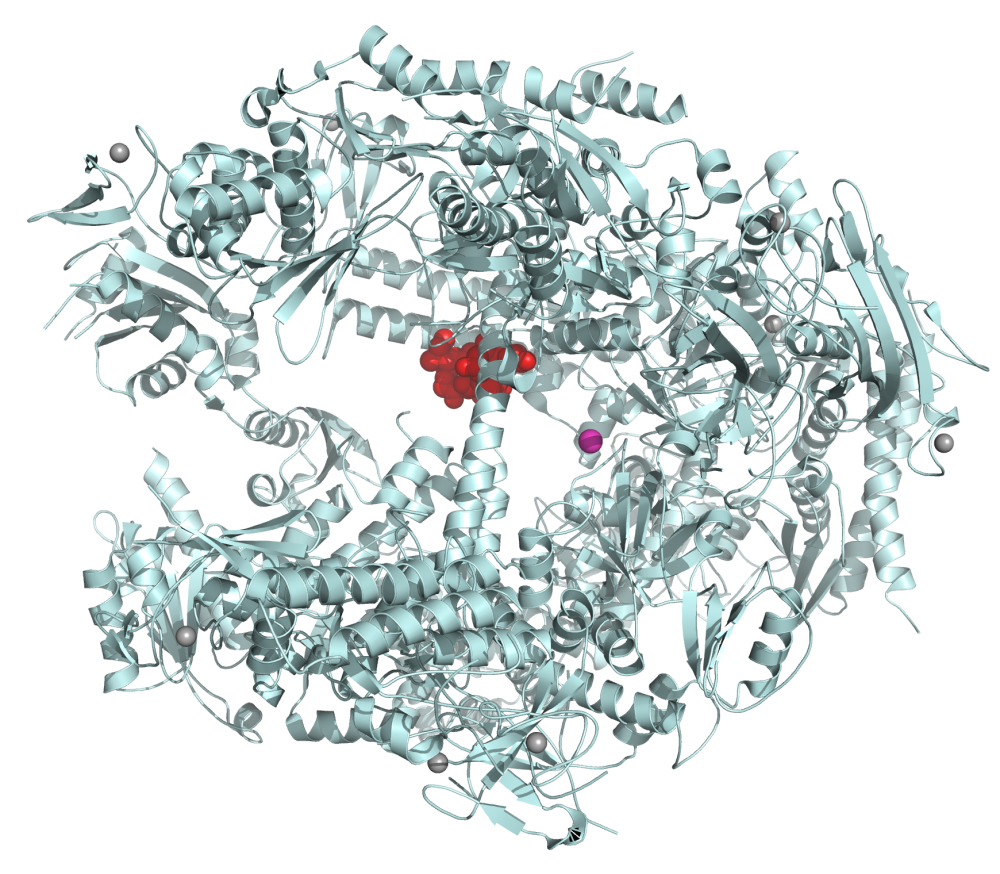
Composé d'alpha-amanitine-ARN polymérase II.

En biochimie, une transférase est une enzyme dont le rôle est de catalyser le transfert d'un groupe fonctionnel (par exemple un groupe éthyle ou phosphate) d'une molécule (appelée donneur) à une autre (appelée accepteur). Par exemple, une enzyme catalysant la réaction suivante sera une transférase:
A–X + B → A + B–X
Dans cet exemple, A est le donneur et B l'accepteur. Il est courant que le donneur soit un coenzyme.

## Nomenclature
Le nom complet des transférases est de la forme « donneur:accepteur groupetransférase ». Cependant, il existe d'autres noms plus communs; bien souvent il est construit sous la forme « accepteur groupetransférase » ou « donneur groupetransférase ». Par exemple, une ADN méthyltransférase est une enzyme de type transférase qui catalyse la réaction de transfert d'un groupe méthyle sur de l'ADN (accepteur).

## Classification
Les transferases sont classées EC 2 dans la nomenclature EC. Elles peuvent ensuite être classées dans neuf sous-classes : 
- EC 2.1 qui regroupe les enzymes transférant un groupe à un carbone (méthyltransférase)
- EC 2.2 qui regroupe les enzymes transférant un groupe carbonyle (aldéhyde ou cétone)
- EC 2.3 qui regroupe les acyltransférases
- EC 2.4 qui regroupe les glycosyltransférases
- EC 2.5 qui regroupe les enzymes transférant un groupe alkyle aryle autre que méthyle
- EC 2.6 qui regroupe les enzymes transférant un groupe azoté (transaminase)
- EC 2.7 qui regroupe les enzymes transférant un groupe phosphoré (phosphotransférase, mais aussi polymérase et kinase)
- EC 2.8 qui regroupe les enzymes transférant un groupe sulfuré (sulfurtransférase et sulfotransférase)
- EC 2.9 qui regroupe les enzymes transférant un groupe contenant du sélénium